# Cybard von Angoulême

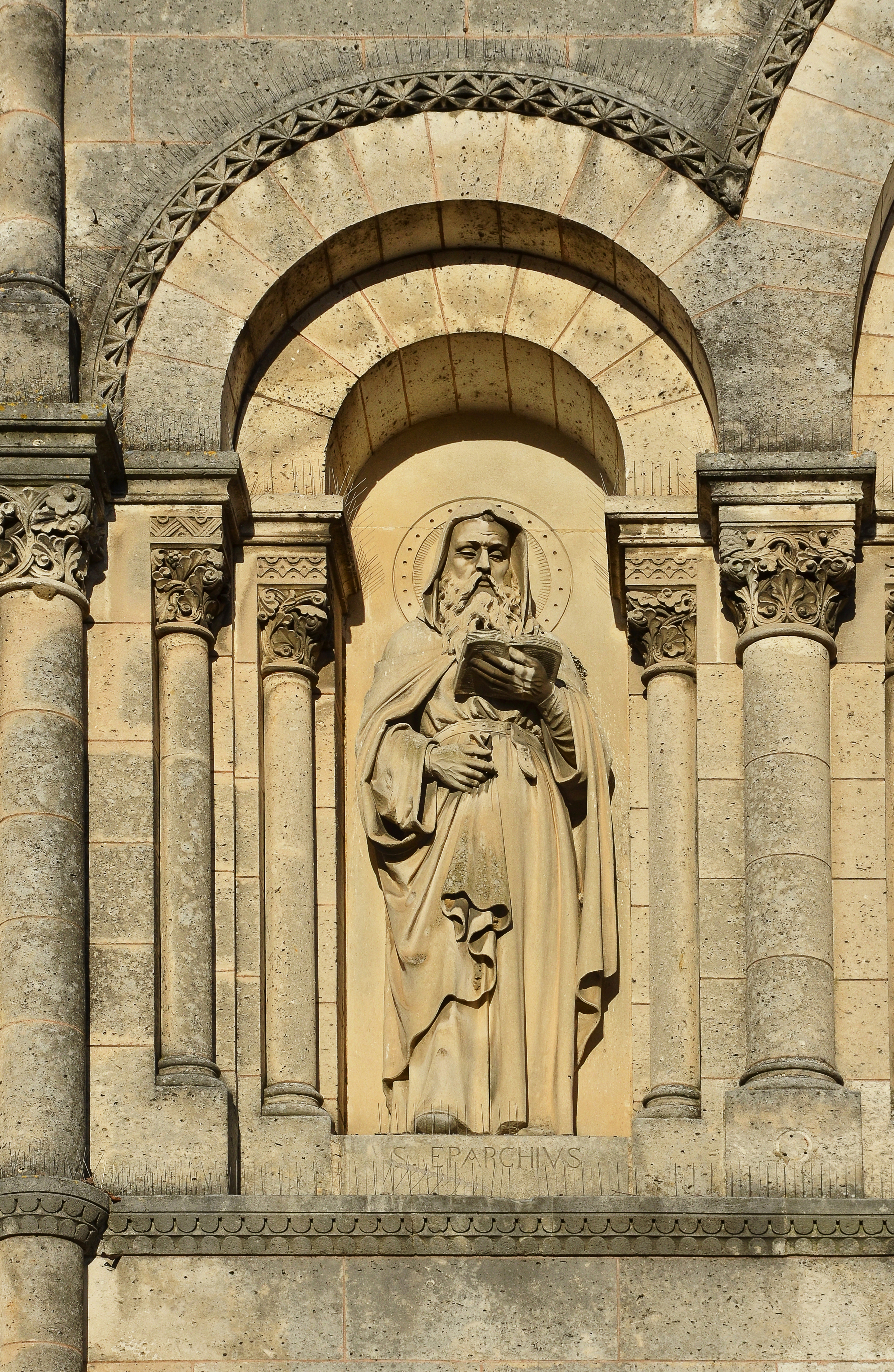
Hl. Cybardus als lesender Eremit

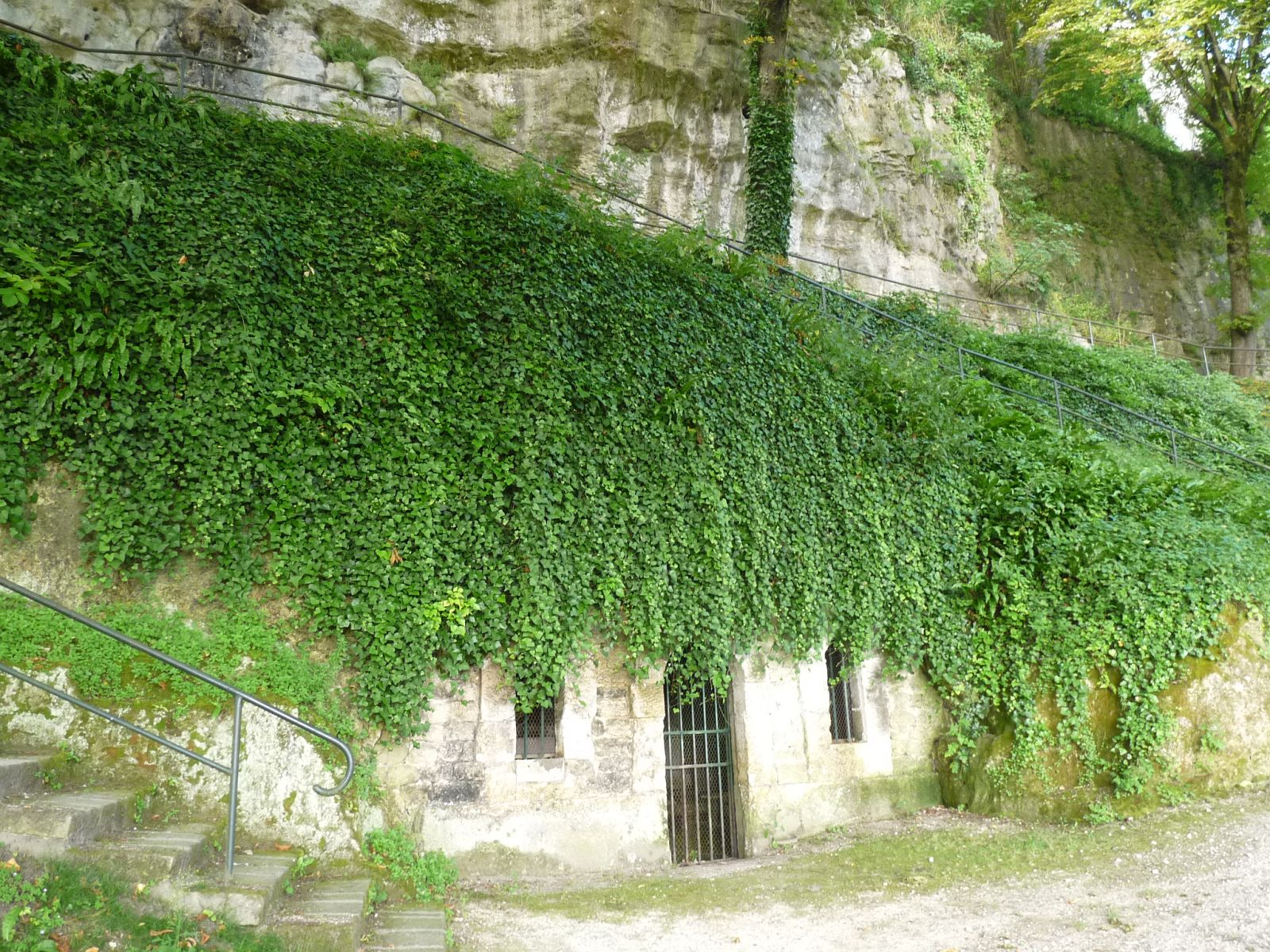
Angebliche Felsgrotte des Heiligen bei Angoulême

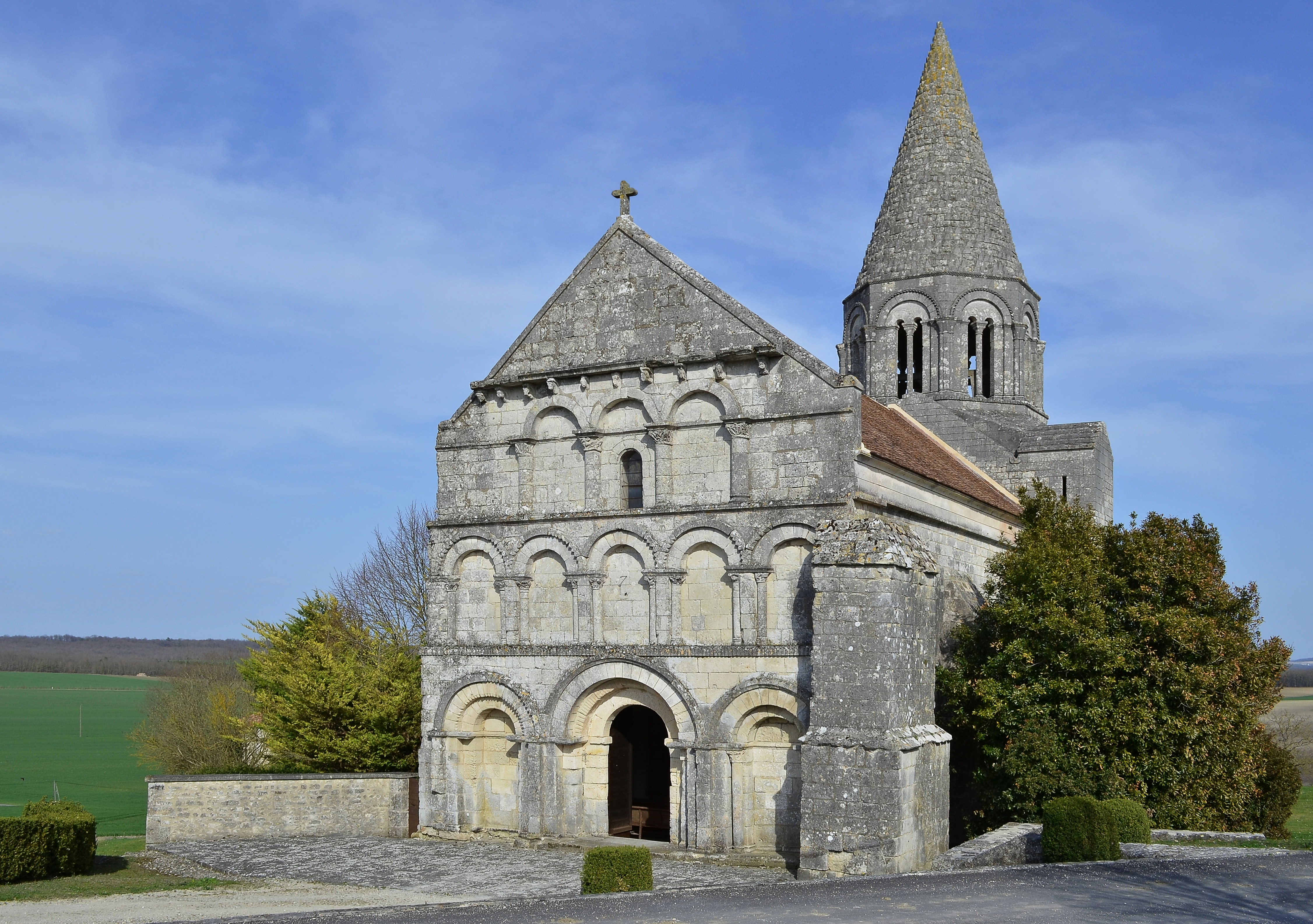
Plassac – Église Saint-Cybard

Cybard von Angoulême oder Eparchius (französisch auch Cibard, Ybard oder Ybars; * 504?; † 581) war ein möglicherweise in Tremolat (Périgord) geborener Mönch und Priester, der als Eremit im 6. Jahrhundert im Raum Angoulême (Charente) lebte. Sein lateinischer Name lautete Eparchius; regional wird er auch Ybard oder Ybars genannt.

## Überlieferung
Gregor von Tours’ Darstellung (Historia Francorum (VI, 8)) zufolge erhielt Eparchius im Jahre 542 vom Bischof Aptonius III. von Angoulême die Priesterweihe. Eine weitere anonyme Überlieferung (Vita et virtutes Eparchii reclusi Ecolismensis) berichtet, wie er sich eines Tages in eine Felsgrotte fernab der Stadt, aber nahe bei der Quelle der Charente zurückzog, müde sein Haupt auf einen Stein bettete und einschlief. An dieser Stelle blieb er dann und setzte sein wundertätiges Wirken fort.
Die lokale Überlieferung hingegen lokalisiert den Rückzugsort des Eremiten mit einer Felsgrotte unterhalb der Stadtmauern von Angoulême, wo bereits im Frühmittelalter eine kleine Kapelle stand, über welcher dann die regional bedeutsame und angeblich von Eparchius selbst gegründete Abtei Saint-Cybard errichtet wurde, die jedoch wenige Jahre nach Ausbruch der Hugenottenkriege (1568) bis auf wenige Reste dem Erdboden gleichgemacht wurde; bei dieser Gelegenheit wurden auch die sterblichen Überreste (Reliquien) des Heiligen verbrannt.

## Verehrung
Ein Teil der Heiligenreliquien war jedoch bereits im Mittelalter in eine Vielzahl von Saint-Cybard-Kirchen im Angoumois und andernorts gelangt – die wichtigsten stehen in Roullet und in Plassac. Cybard ist der Schutzheilige des Bistums Angoulême; sein Gedenktag ist der 1. Juli.

## Darstellung
Mittelalterliche Darstellungen von Cybardus sind unbekannt; neuzeitliche Statuen oder Glasfenster zeigen ihn als Eremit oder im Bischofsornat mit Mitra und Hirtenstab.